# Dermestes szekessyi
Dermestes szekessyi is een keversoort uit de familie spektorren (Dermestidae). De wetenschappelijke naam van de soort werd in 1950 gepubliceerd door Kalík.